# 赫尼利里赫河
赫尼利里赫河（羅馬化：Hnylyi Rih）是烏克蘭西部赫梅利尼茨基州和里夫内州的河流，屬於維利亞河的支流。該河發源自莫克雷茨東北面，河道全長28公里，流域面積201平方公里。